# Городское поселение Зеленоборск
Городское поселе́ние Зеленоборск — муниципальное образование в Советском районе Ханты-Мансийского автономного округа Российской Федерации.
Административный центр — посёлок городского типа Зеленоборск.

## История
Статус и границы городского поселения установлены Законом Ханты-Мансийского автономного округа - Югры от 25 ноября 2004 года № 63-оз «О статусе и границах муниципальных образований Ханты-Мансийского автономного округа - Югры»

## Население
| 2009  | 2010  | 2012  | 2013  | 2014  | 2015  | 2016  |
| ----- | ----- | ----- | ----- | ----- | ----- | ----- |
| 2408  | ↘2379 | ↘2352 | ↘2344 | ↘2316 | ↘2264 | ↘2251 |
| 2017  | 2018  | 2019  | 2020  | 2021  |       |       |
| ↘2233 | ↘2206 | ↘2178 | ↘2144 | ↘1778 |       |       |

## Состав городского поселения
| № | Населённый пункт | Тип населённого пункта      | Население |
| - | ---------------- | --------------------------- | --------- |
| 1 | Зеленоборск      | пгт, административный центр | ↘1778     |